# Sanjuanistas

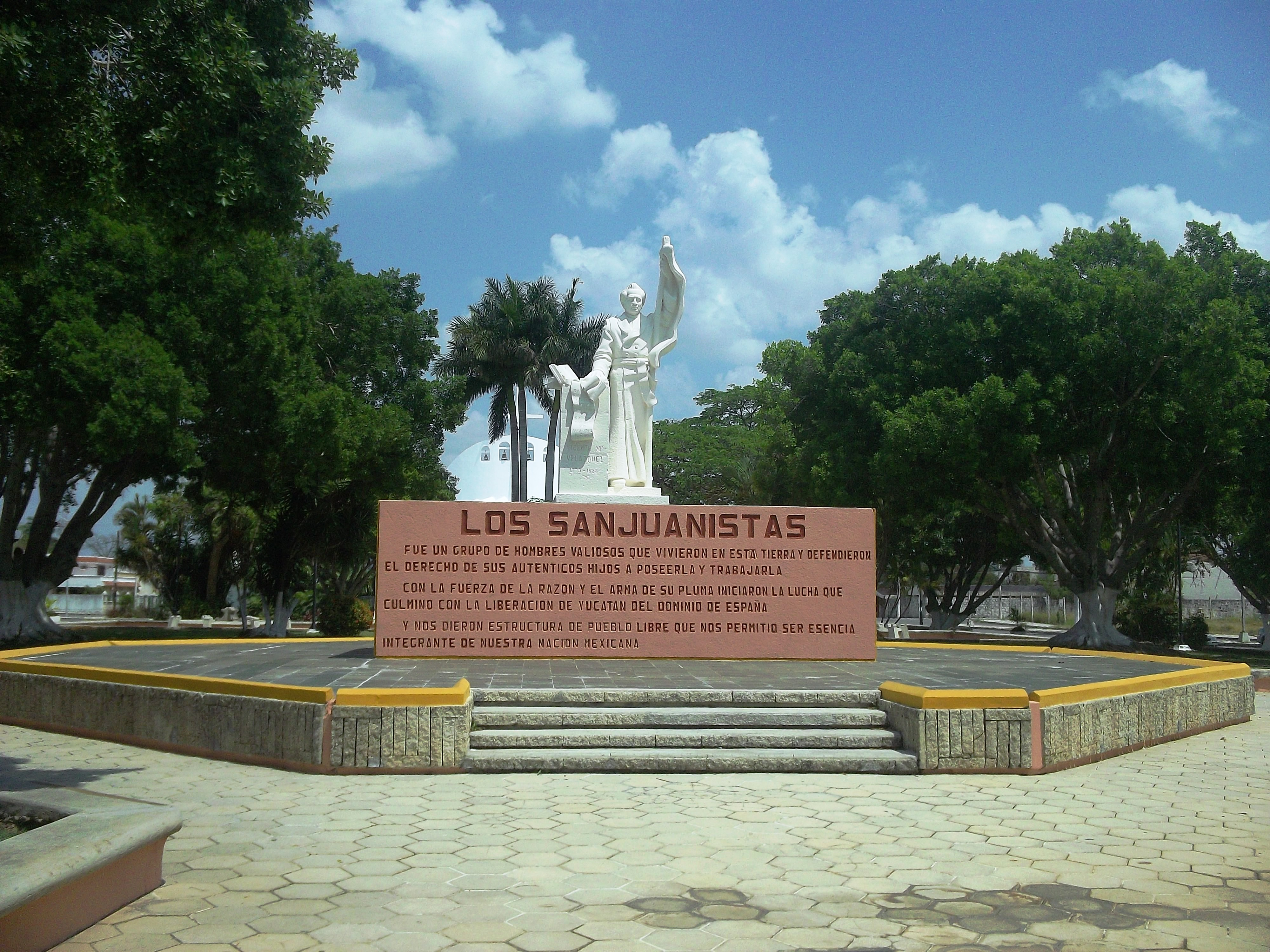
Monumento a los sanjuanistas en Mérida.

Se llamó Sanjuanistas en el Yucatán (México), de principios del siglo XIX a los miembros de una Sociedad de personajes criollos que se reunían en la iglesia de San Juan, de la ciudad de Mérida, la capital de Yucatán, poco antes de iniciarse la guerra de independencia de México, que tenían intereses económicos y sociales distintos a los de la Corona española. Aspiraban a una mayor participación política y a una mayor libertad, por lo que acogieron los postulados de la Ilustración francesa del siglo XVIII y promovieron las ideas libertarias que llevaron a la independencia de Yucatán. El iniciador y fundador de la Sociedad fue el sacerdote católico y humanista Vicente María Velázquez.
En el siglo XVIII, las ideas liberales de la Ilustración francesa influían en el México colonial. Los hombres de la clase acomodada que viajaban por Europa, hacían traducciones de los libros de texto y científicos que ahí conseguían. El cambio y la renovación eran buscadas por muchos de los criollos que comenzaban a cuestionar las pautas sociales, el sistema desigual que privilegiaba los intereses de la Corona española, en detrimento de la población indígena, de los mestizos y de la mayor parte de los criollos. La única voz que se escuchó durante 3 siglos de dominación fue la de la corona. Los ilustrados, en los albores del siglo XIX, formaban grupos secretamente donde discutían sobre política, las ciencias naturales y la filosofía. Uno de estos grupos fue el de los Sanjuanistas.

## Yucatán de la época
A diferencia del centro y el norte del país, donde la minería era explotada por los españoles, Yucatán fue una zona con predominio de producción agrícola que daba mejores resultados respecto a la producción minera y determinó condiciones específicas de desarrollo al interior de la sociedad yucateca. También hay que tomar en cuenta la lejanía y obstáculos geográficos que hacían difícil la comunicación con la Ciudad de México que era la sede del poder del virreinato. Esto propiciaba que las relaciones económicas se orientaran vía marítima hacia Veracruz y el Caribe, particularmente Cuba. Esa tendencia se acentuó aún más cuando el gobierno colonial, en 1765 y 1778, estableció reformas que favorecían el libre comercio entre islas y provincias del Nuevo Mundo, permitiendo el desarrollo en Campeche y Mérida, de una clase social que con el tiempo adquirió poder económico. En 1778 otra ley, llamada Pragmática del Comercio Libre, acabó definitivamente con el monopolio mercantil de la corona, favoreciendo aún más el desarrollo económico de los criollos al permitirles comerciar con las islas y otros puertos de España, pagando una cuota considerablemente baja por el derecho.
La mayoría de los criollos yucatecos, había excepciones, no creyeron que la mejor opción para luchar por sus intereses fuera la conformación de ejércitos que lucharan y ganaran la independencia. A pesar de eso, no fueron indiferentes ante las crisis del poder de la corona y sus funcionarios. En Yucatán, la lucha se dio en una intensa acción política desarrollada por grupos entre los que destacó la Sociedad de los Sanjuanistas.

## Los Sanjuanistas

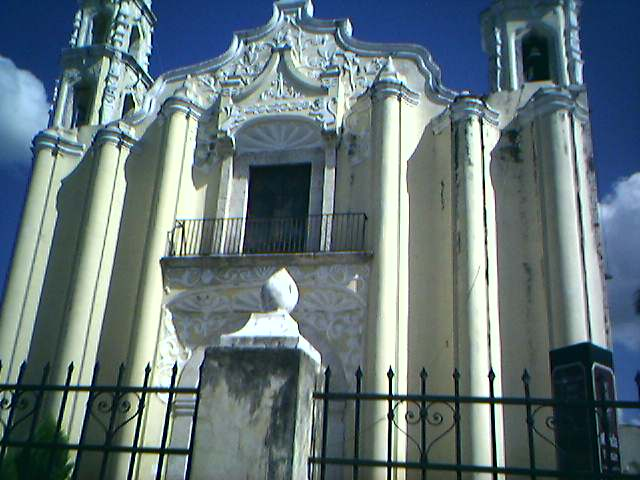
Frente de la iglesia de San Juan, en Mérida, México.

Vicente María Velázquez se inscribió a la edad de 19 años al convento de San Francisco, situado en un montículo donde después se construyó la fortaleza de San Benito. Desde muy joven reparó en la vida tan injusta y dura que los indios mayas sufrían. Al ser escolar en el convento, Velázquez tenía acceso a la gran biblioteca, donde encontró el libro Brevísima relación de la destrucción de las Indias escrito por fray Bartolomé de las Casas, en el cual se describían las crueldades de los conquistadores hacia los indígenas. Esto influyó en la decisión de Velázquez de ayudar a los indios en sus misiones como sacerdote. En esa época, los mayas, además de trabajar en sus pequeños cultivos, tenían una larga jornada de trabajo en las parcelas de sus amos blancos. También debían pagar impuestos a los sacerdotes por instrucción religiosa y los sacramentos que recibieran. Si no lo hacían, el sacerdote podía azotarlos en la plaza principal.
Al finalizar sus estudios, a Velázquez le fue asignada la iglesia de San Juan, casualmente esta iglesia pertenecía al barrio donde él creció. Desde ese momento trató de ayudar y aconsejar a los indios de los abusos que sufrían por parte de los hacendados. Pero también había otros sacerdotes y seglares con ideas de igualdad. Entre ellos estaban Manuel Jiménez Solís; Francisco Carvajal, (padre de Francisco Sebastián Carvajal y Gual, quien fuera presidente de México); Rafael Aguayo y Mariano Gutiérrez.
Fue en 1810 cuando algunos personajes, bajo la dirección de Vicente María Velázquez, comenzaron a reunirse semanalmente en la sacristía del templo de San Juan en Mérida, para discutir las formas viables de auxiliar a los mayas. Más tarde se unieron los ilustrados Lorenzo de Zavala, Luis Alonso Peón, Pedro Almeida y José Matías Quintana, siendo este último padre de Andrés y de Tomás Quintana Roo, ambos participantes en el proceso independentista. Fue así como se formó la Sociedad de Sanjuanistas. Sin embargo, no todos los Sanjuanistas estaban de acuerdo con Velázquez, quien pensaba que cualquier mejora social debía empezar con los indígenas. Los Sanjuanistas querían una reforma en la educación y que también se extendiera en la población indígena.

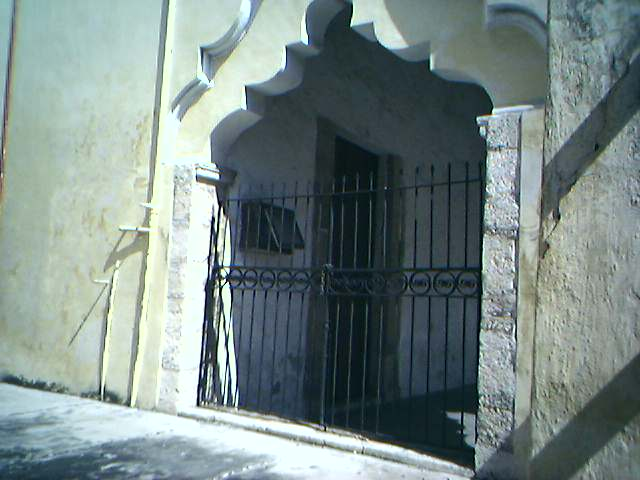
Terraza donde se reunían los sanjuanistas en la iglesia de San Juan.

Pretendían que se garantizaran los derechos fundamentales del hombre aportados por la Ilustración y el liberalismo, así como la libertad de imprenta, el sufragio para la elección de funcionarios públicos y el respeto a la libertad municipal.
Las primeras manifestaciones de esta sociedad se dieron en el terreno de la educación. Lucharon contra la escolástica medieval que se enseñó durante el periodo colonial. Las modificaciones del maestro Pablo Moreno a comienzos del siglo XIX en el Seminario Conciliar de San Ildefonso, consistieron en exposición de la filosofía racionalista, y en la lectura de autores de la Ilustración como Voltaire, y Jean-Jacques Rousseau. De esas aulas salieron quienes propugnaron los cambios más revolucionarios en Yucatán a principios del siglo XIX. El bando opuesto fue el de los Rutineros, integrados por funcionarios de la corona, el clero, y la aristocracia local.
Al agudizarse la crisis de España tras la invasión francesa en 1808 y la convocatoria para un congreso constituyente en Cádiz, en las reuniones de los Sanjuanistas se discutía sobre el inminente agrietamiento de la estructura del imperio español. Miguel González Lásteri llegó a Mérida con la Constitución de Cádiz a fines de julio de 1812, pero el gobernador Manuel Artazo y Torredemar se negó a proclamarla, alegando que no tenía una orden para hacerlo. Esto agitó los ánimos de los Sanjuanistas que continuaban reuniéndose en la iglesia hasta altas horas de la noche. El 25 de septiembre de 1812 el obispo de Yucatán prohibió las reuniones en la iglesia de San Juan, argumentando que los participantes se dedicaban a “soltar proposiciones impías y temerarias” y podían organizar atentados contra las autoridades. Al cura Vicente María Velázquez se le prohibió celebrar la misa.
Pero los siguientes meses, los Sanjuanistas siguieron presionando, hasta que el Capitán proclamó la constitución. De esta forma se inició el constitucionalismo en Yucatán. Pero esto también propició más diferencias entre los Sanjuanistas y los Rutineros. Los Sanjuanistas siguiendo la constitución y los Rutineros viendo amenazados sus intereses.
De acuerdo a lo establecido en la constitución, se convocó a elecciones para elegir a los diputados de la provincia y el ayuntamiento. Los rutineros ganaron la diputación provincial y los Sanjuanistas el ayuntamiento. El primer alcalde bajo el constitucionalismo colonial fue Francisco Calero. Los Sanjuanistas ejercieron el derecho de la libertad de expresión publicando periódicos como “El Misceláneo y El Aristarco Universal”. Pero a la derrota de Napoleón, el rey de España regresó al trono y desconoció la constitución de Cádiz. Esto provocó contradicciones entre uno y otro bando en las provincias.
Después de un comunicado lanzado por los Sanjuanistas a los ciudadanos en el que se combatía a la tiranía, el gobernador prohibió las reuniones públicas en la plaza de San Juan y los Rutineros argumentaron que los Sanjuanistas eran traidores y debían ser castigados. El mismo día fueron detenidos y enviados a la prisión de Veracruz San Juan de Ulúa, donde permanecieron presos por largos meses. Bajo la presión de los Rutineros el gobernador firmó la autorización para que el clero cobrara nuevamente las obvenciones a los indígenas lo cual incrementó la pugna.

## En el marco de la Independencia
En España, el rey se vio obligado a firmar la Constitución de Cádiz en marzo de 1820. Dos meses después se proclamó en Mérida a pesar de la oposición del nuevo gobernador Miguel Castro y los Rutineros.
Los Sanjuanistas volvieron a agruparse en lo que llamaron la Confederación Patriótica, la cual tuvo una corta vida por las divisiones internas y por el proceso de insurgencia del virreinato de la Nueva España.
A la Confederación Patriótica se integraron los antiguos Sanjuanistas, pero también gran cantidad de Rutineros, españoles, curas conservadores y militares. La Confederación nunca tuvo ni el carácter ni el humanismo de la primera Sociedad Sanjuanista. Los ideales del padre Velásquez y los otros Sanjuanistas respecto a la situación indígena maya, agobiada por el pago de obvenciones y otros tributos se discutía tímidamente.
La Confederación se dividió cuando desde España se restableció la prohibición de imponer a los indios cargos o tributos superiores a la de los españoles.
Así fue como los primeros Sanjuanistas concluyeron que la única forma de resolver a fondo los problemas provinciales era uniéndose a la lucha insurgente.